# Lydia Sargent
Lydia Sargent (10 de enero de 1942- 27 de septiembre de 2020) fue una feminista estadounidense, escritora, dramaturga y actriz.

## Biografía
Fue fundadora y miembro original del Colectivo de Prensa del South End, así como de la Revista Z, que coeditó y coprodujo. Organizó el Instituto de Comunicaciones Z durante varios años y dio clases allí. También fue miembro del comité consultivo provisional de la Organización Internacional para una Sociedad Participativa.
Sus obras de teatro son I Read About My Death In Vogue Magazine" y "Playbook" con Maxine Klein y Howard Zinn. Fue la editora  de Mujeres y Revolución: El Matrimonio Infeliz de marxismo y Feminismo, que presenta un ensayo de Heidi Hartmann. Lydia Sargent escribió la larga columna "Hotel Satire" para la Revista Z, "donde las chicas vienen a aprender su verdadero propósito en esta tierra, es decir, servir a los hombres"..